# Балка Червинська
Балка Червинська — балка (річка) в Україні у Солонянському районі Дніпропетровської області. Права притока річки Тритузни (басейн Дніпра).

## Опис
Довжина балки приблизно 6,10 км, найкоротша відстань між витоком і гирлом — 5,69  км, коефіцієнт звивистості річки — 1,07 . Формується декількома струмками та загатами. На деяких участах балка пересихає.

## Розташування
Бере початок у селі Тракторне. Тече переважно на північний захід і на західній стороні від села Сонячне впадає у річку Тритузну, праву притоку річки Мокрої Сури.

## Цікаві факти
- Від витоку балки на південно-східній стороні на відстані приблизно 1,05 км пролягає автошлях Р73[3] (автомобільний шлях регіонального значення в Україні. Проходить територією Дніпропетровської та Запорізької областей. Автошлях починається біля села Дніпрові Хвилі, відгалуджуючись від автошляху Н08. Закінчується у місті Нікополь на вулиці Патріотів України, приєднуючись до автошляху Н23 у районі села Придніпровське. Загальна довжина — 64,2 км.).
- У XX столітті на балці існувала газова свердловина[2], а у XIX столітті — хутір Червинський[1].